# タバカリー
タバカリー(英: Tubbercurry、またはTobercurry、アイルランド語: Tobar an Choire(「(氷河地形の)圏谷の泉」の意味))はアイルランド スライゴ県の町。

## 概要
スライゴ県の中で人口・広さ共にスライゴに次ぐ2番目の規模の町。オックス山地の麓に位置し、主要国道N17号が通る。 
アイルランドで最初にフェアトレード・タウンの認定を受けた町の1つである。

## 歴史
史料にタバカリーが初めて言及されるのは1397年である この年、2つのオコーナー姓の一族、ロスコモンから来た一族(O’Connor Don)とスライゴから来た一族（O’Connors）の間でこの町の支配を巡った戦いがあった。
6世紀アイルランドの聖人聖ナヒ（アイルランド語: St. Naithí）がこの地域の守護聖人である。

## イベント
- タバカリーはアイルランド西部において最も盛んで成功したフェスティバルの2つ、伝統音楽のフェスティバルであるサウス・スライゴー・サマー・スクール(South Sligo Summer School)と演劇フェスティバルTubbercurry, Western Drama Festival が開催されている。これらのイベントは毎年、世界各地からやって来るたくさんの人々を魅了している。
- ハロウィーンの夜には、ケルト由来のサウィン祭と、ストリートのカーニバルが行われる。
- 年一回の祭の日(Fair Day)が、毎年8月に開かれる。いつも、海外からたくさんの人々がこの祭りを訪れる。開催期間中、メインストリートの往来に近い町の中心のスクエア(方形広場)に出店が出るが、この出店のスペースは広場の外で借りられる。

## スポーツ
地域のスポーツシーンとしては、ゲーリックフットボールとハーリングのチーム (タバカリーGAA(ゲーリック体育協会))と、サッカーチーム(the Real Tubber F.C.)が含まれる。
町の端にはゴルフコース(Tubbercurry Golf Club)がある。
他のスポーツではバドミントン、陸上競技と空手といった活動が行われている。

## 教育
タバカリーは聖アトラクタ・コミュニティ・スクール(Saint Attracta's Community School)の本拠地である。この学校は バナダ修道院セカンダリー・スクール(Banada Abbey Secondary School)とマリスト会修道院聖アトラクタ教会学校(Marist Convent. St. Attracta's C.S.)が合併し、2002年11月に開校した。

## 交通
- 現在のこの町への公共交通はバスである。ゴールウェイ、スライゴ、キャッスルバー、ウェストポートやチュアムといった町が直接結ばれている他、アイルランド・ウェスト・ノック空港への便も出ている。
- この他、複数のプライベート・バスとタクシー・ハイヤー会社がある。
- かつては鉄道が通っていた。鉄道駅は1895年10月1日にオープンし、1963年6月17日に旅客取扱を終了し、1975年11月3日に完全に廃止された。[3]

## 図書館(Teach Laighne)
ハンバート・ストリート(Humbert Street)にあるこのモダンな市民の建造物は、最新の図書館や会議室、行政のオフィスが収まっており、建築物の賞も受賞している。打ち合わせなど様々な目的で地域に使用されている。図書館は タバカリー作家グループ(Tubbercurry Writers Group)、タバカリー本の虫読書グループ(Tubbercurry Bookworms Reading Group)、そして図書館の子供向けチェスクラブといったたくさんのコミュニティのグループの結成を促進してきている。また、タバカリーきれいな町プロジェクト(Tubbercurry Tidy Towns project)、タバカリー女性グループ(Tubbercurry Women's Group)、タバカリー郷土史の会(Tubbercurry Historical Society)といった他のグループも、会合によく図書館を利用している。図書館は今やスライゴ県における唯一の様々な展示とコレクションの会場であり、地域の人々への興味のたくさんのワークショップや発表会、講演会の会場を提供している。

## 出身人物
- マイケル・"フィンガーズ"・フィングレトン、アイルランド全国住宅金融組合の前最高責任者。また、2008年に始まるアイルランド経済危機の主要人物の一人[4]。

## 姉妹都市
- ヴィアルム（フランス イル＝ド＝フランス地域圏）[5]